# 沢田一精
沢田 一精（澤田 一精、さわだ いっせい、1921年10月6日 - 2016年3月4日）は、日本の政治家。熊本県知事（公選第7 - 9代）、参議院議員（4期）。

## 来歴・人物
熊本県下益城郡小川町（後の宇城市）出身。熊本中学校（後の熊本県立熊本高等学校）、旧制第七高校を経て京都大学を卒業し、経済企画庁に入庁。熊本県の総務部長や副知事を務めた後、松野鶴平の死去を受けた1962年の第6回参議院議員通常選挙に熊本県選挙区から自民党公認で立候補し、初当選。再選後の1968年には大蔵政務次官に就任した。
その後、前任の寺本広作に代わり自民党の公認を得て1971年から熊本県知事に転身し、水俣病の患者認定問題などに取り組んだほか、熊本県民テレビの開局にも尽力した。1975年4月、日本赤十字社熊本県支部事業資金として100万円寄付、同年5月熊本県小川町立小川中学校彫刻建立費用として100万円寄付により同年12月24日及び1976年5月29日、紺綬褒章受章。知事を3期務めて4選を目指したが、細川護煕との自民党公認争いに敗れて立候補を断念。1983年7月に再び第13回参議院議員通常選挙で当選し、中曽根派に属した。
1989年には浦田勝と岩崎八男に自民党の公認争いで敗れたため、離党届を提出し無所属で立候補し、両者を下して当選。1991年2月22日に復党し、三塚派に入会。1995年4月29日には勲一等旭日大綬章を受章。妻の病気などを理由に同年の選挙に立候補せず、政界から引退した。その後、1996年の総選挙で惨敗して引責辞任した北里達之助の後を受け、1997年7月2日から2000年9月13日まで自民党熊本県連の会長を務めた。
2016年3月4日、膵臓がんのため死去。94歳没。死没日をもって従三位に叙される。